# Pacte de Triparadisos
El pacte de Triparadisos (en grec antic Τριπαράδεισος Triparádeisos, en llatí Triparadisus) va ser un acord signat al petit poblat de Triparadisos (a Síria, prop de les fonts de l'Orontes) l'any 321 aC entre els generals d'Alexandre el Gran (els diàdocs) per repartir-se l'imperi.
L'any 323 aC a la mort d'Alexandre el Gran es va procedir a una primera partició de les satrapies entre els generals. Ptolemeu d'Egipte actuava com un sobirà independent i el regent Perdicas es va dirigir contra ell però va morir a la lluita. Ptolemeu va refusar ser el nou regent i va apadrinar a Peithon (Pitó) oficial amb poques qualitats per una tasca tan gran. Molts es van sentir ofesos i es va organitzar una conferència a Triparadisos el 321 aC on es va designar regent a Antípater i les satrapies es van tornar a repartir. El text conegut el va preservar el patriarca Foci a partir d'un llibre de Flavi Arrià, on explica el repartiment:
- Egipte i Líbia a Ptolemeu (Ptolemeu I Sòter)
- Síria a Laomedó de Mitilene
- Cilícia a Filoxen, que ja la dominava
- Mesopotàmia i Arbelitis a Amfímac
- Babilònia a Seleuc (Seleuc I Nicàtor)
- Susiana a Antígenes
- Persis a Peucestes de Mieza (ja era satrapa)
- Carmània a Tlepòlem
- Mèdia (fins a les portes Càspies) a Pitó
- Pàrtia a Filip
- Aria i Drangiana a Estasandre
- Bactriana a Estasànor (Estasanor de Soli)
- Aracòsia a Sibirti
- Paropamísades (Gandhara) a Oxiartes (pare de Roxana)
- Índia del nord a Pitó fill d'Agenor
- Índia del sud a Porus
- Terra del Hidaspes a Tàxiles
- Capadòcia a Nicànor
- Frígia, Licaònia, Pamfília, i Lícia, com abans a Antígon el Borni
- Cària a Asandre (Asandre de Cària)
- Lídia a Clit
- Frígia Hel·lespòntica a Arrideu.[1]